# Liste der Biografien/Lann
Liste der Biografien |
Portal Biografien |
Personensuche
# |
A |
B |
C |
D |
E |
F |
G |
H |
I |
J |
K |
L |
M |
N |
O |
P |
Q |
R |
S |
T |
U |
V |
W |
X |
Y |
Z |
?
 
La |
Lb |
Lc |
Le |
Lg |
Lh |
Li |
Lj |
Ll |
Lm |
Lo |
Lp |
Lt |
Lu |
Lv |
Lw |
Lx |
Ly |
Lz
 
Laa |
Lab |
Lac |
Lad |
Lae–Lah |
Lai |
Laj |
Lak |
Lal |
Lam |
Lan |
Lao |
Lap |
Laq |
Lar |
Las |
Lat |
Lau |
Lav |
Law |
Lax |
Lay |
Laz
 
Lana |
Lanc |
Land |
Lane |
Lanf |
Lang |
Lanh |
Lani |
Lanj |
Lank |
Lanl |
Lanm |
Lann |
Lano |
Lanp |
Lanq |
Lanr |
Lans |
Lant |
Lanu |
Lanv |
Lanw |
Lanx |
Lany |
Lanz
Die Liste der Biografien führt alle Personen auf, die in der deutschsprachigen Wikipedia einen Artikel haben. Dieses ist eine Teilliste mit 50 Einträgen von Personen, deren Namen mit den Buchstaben „Lann“ beginnt.

## Lann

### Lanna
- Lanna, Adalbert der Ältere (1805–1866), böhmischer Großindustrieller
- Lanna, Adalbert der Jüngere (1836–1909), tschechischer Industrieller, Geschäftsmann, Bauunternehmer und Mitglied des Oberhauses des Kaiserlichen Rates
- Lanna, Salvatore (* 1976), italienischer Fußballspieler und -trainer
- Lannaman, Sonia (* 1956), britische Sprinterin
- Lannan, Jack (1910–1993), kanadisch-US-amerikanischer Spezialeffektkünstler, Regieassistent und Produktionsleiter

### Lannb
- Lannby, Karin (1916–2007), schwedische Schauspielerin, Schriftstellerin, Übersetzerin und Journalistin

### Lanne
- Lanne, Colleen (* 1979), US-amerikanische Schwimmerin
- Lanne, William (1835–1869), letzter unvermischter Tasmanier
- Lanneau, Paul (1925–2017), belgischer Geistlicher und römisch-katholischer Weihbischof in Mecheln
- Lanner, Albin (1900–1950), österreichischer Bildhauer
- Lanner, Anton (1882–1924), österreichischer Politiker (parteilos), Abgeordneter zum Nationalrat, Mitglied des Bundesrates
- Lanner, August (1835–1855), österreichischer Komponist
- Lanner, Hans (1873–1964), österreichischer Zitherspieler, Lehrer und Komponist
- Lanner, Joseph (1801–1843), österreichischer Komponist und ViolinistJoseph Lanner (1801–1843)

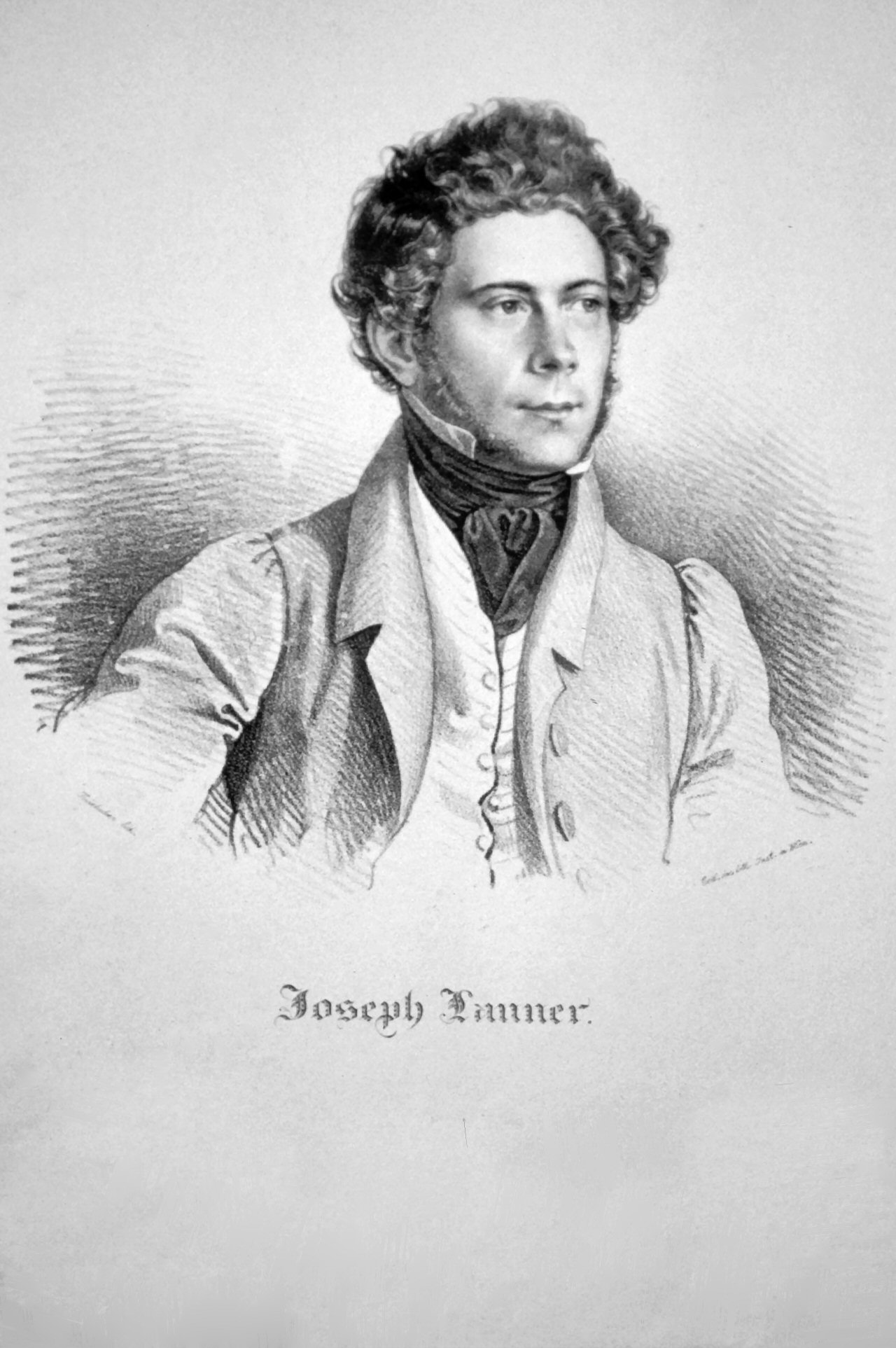
Joseph Lanner (1801–1843)

- Lanner, Katharina (1829–1908), österreichisch-britische Tänzerin
- Lanner, Margarete (1896–1981), deutsche Stummfilm- und Theater-Schauspielerin
- Lanner, Nikolaus (* 1932), österreichischer Politiker (ÖVP), Landtagsabgeordneter, Mitglied des Bundesrates
- Lanner, Olle (1884–1926), schwedischer Turner
- Lanner, Sixtus (1934–2022), österreichischer Politiker (ÖVP), Abgeordneter zum Nationalrat
- Lanner, Susi (1911–2006), österreichisch-US-amerikanische Schauspielerin
- Lanner, Thaddäus von (1790–1861), österreichischer Gutsbesitzer und Politiker, Landtagsabgeordneter
- Lanners, Bouli (* 1965), belgischer Schauspieler, Filmregisseur und DrehbuchautorBouli Lanners (* 1965)

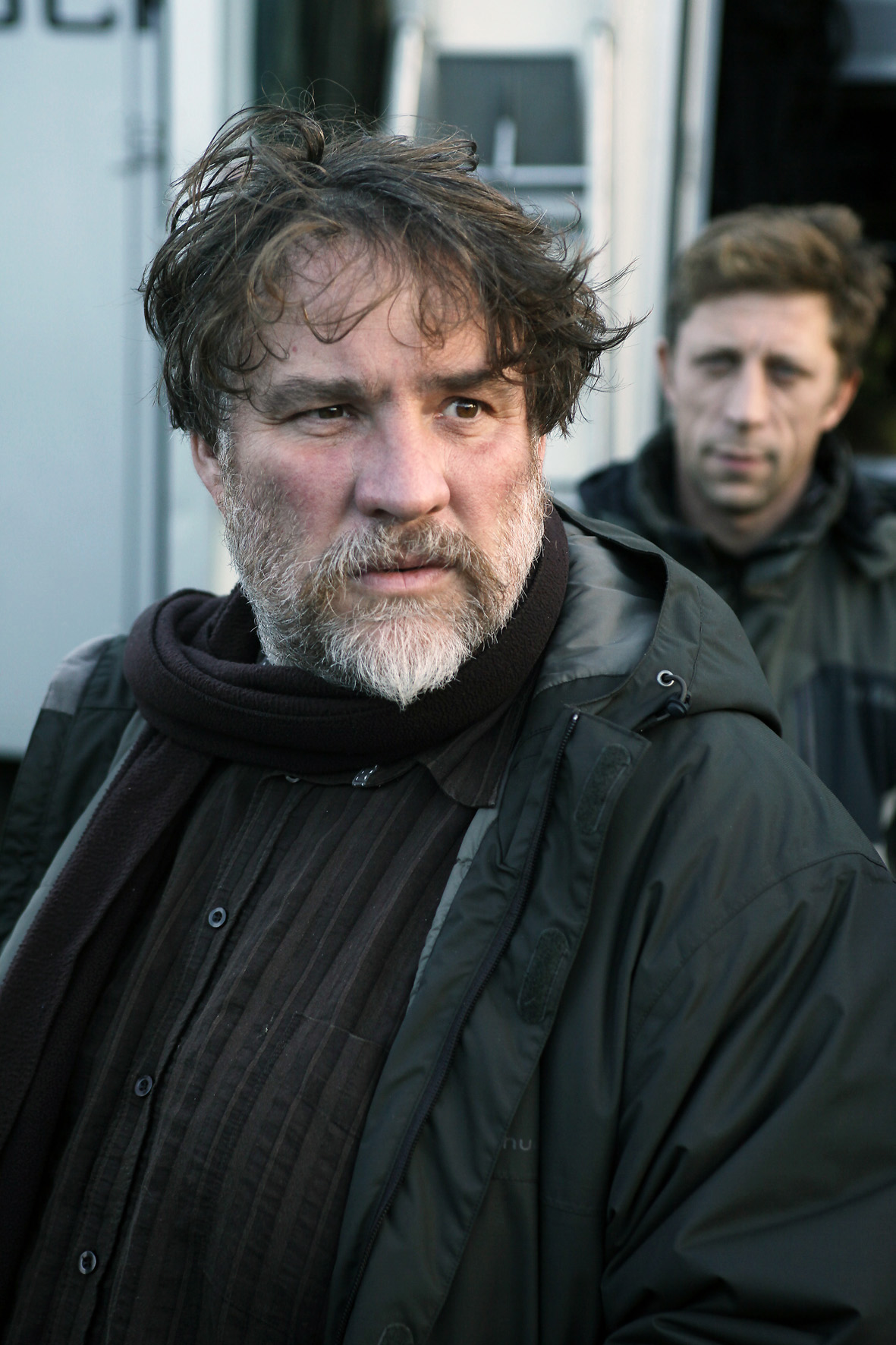
Bouli Lanners (* 1965)

- Lannerstjerna, Johan Magnus (1758–1797), schwedischer Schriftsteller und Librettist
- Lannert, Christopher (* 1998), deutscher Fußballspieler
- Lannert, Judith (* 1963), deutsche Politikerin (CDU), MdL
- Lannert, Rüdiger (* 1950), deutscher Eishockeyspieler
- Lannes, Carlos (* 1979), argentinischer Skilangläufer
- Lannes, Jean (1769–1809), französischer General, Marschall von Frankreich
- Lannes, Jean (* 1947), französischer Mathematiker
- Lannes, Louis Napoléon (1801–1874), französischer Staatsmann und Diplomat

### Lanng
- Lanngakis, Leonidas, griechischer Sportschütze

### Lanni
- Lannie, Charles (1881–1958), belgischer Turner
- Lanning, Meg (* 1992), australische Cricketspielerin
- Lanning, TJ (* 1984), US-amerikanischer Skirennläufer
- Lanning, William M. (1849–1912), US-amerikanischer Jurist und Politiker

### Lanno
- Lannon, Ryan (* 1982), US-amerikanischer Eishockeyspieler
- Lannoy de la Motterie, Eugen von (1686–1755), 5. Graf von la Motterie, Freiherr von Aix und Sombreffe sowie k.k. Generalfeldzeugmeister, wirklicher Geheimer Rat, Gouverneur von Brüssel
- Lannoy, Baudouin de (1388–1474), burgundischer Gesandter in England
- Lannoy, Charles de († 1527), Feldherr Karls V.Charles de Lannoy († 1527)

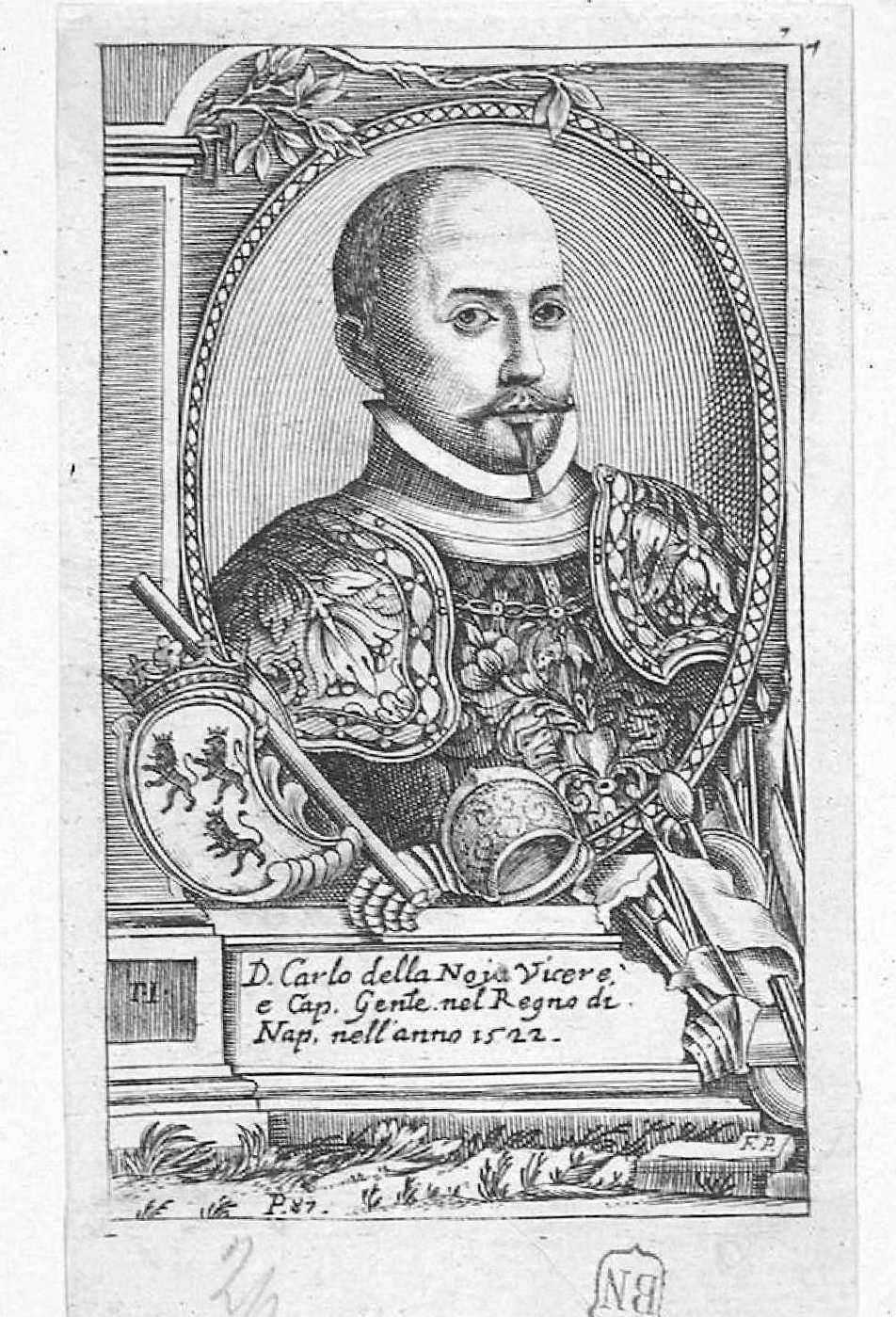
Charles de Lannoy († 1527)

- Lannoy, Eduard von (1787–1853), österreichischer Gambist und Komponist
- Lannoy, Eustachius de (1715–1777), indischer General, französischer Abstammung
- Lannoy, Ferdinand de (1520–1579), Statthalter von Holland in den spanischen Niederlanden
- Lannoy, Jean de († 1492), Geistlicher und Kanzler des Ordens vom Goldenen Vlies
- Lannoy, Juliana de (1738–1782), niederländische Dichterin
- Lannoy, Léon (1889–1914), französischer Radrennfahrer
- Lannoy, Micheline (1925–2023), belgische Eiskunstläuferin
- Lannoy, Robert (1915–1979), französischer Komponist
- Lannoy, Stéphane (* 1969), französischer Fußballschiedsrichter
- Lannoye, Mario (* 1965), belgischer Poolbillard- und Snookerspieler

### Lannu
- Lannung, Hermod (1895–1996), dänischer Jurist und Politiker